# 미소노 유니버스
미소노 유니버스(味園ユニバース, La La La at Rock Bottom)는 일본에서 제작된 야마시타 노부히로 감독의 2015년 코미디, 드라마 영화이다. 시부타니 스바루 등이 주연으로 출연하였다.

## 출연

### 주연
- 시부타니 스바루
- 니카이도 후미

### 조연
- 스즈키 사리나
- 우노 쇼헤이
- 이마오카 신지
- 나카가와 하루키
- 마츠자와 타쿠미
- 마츠오카 이즈미